# Saint-Christophe-du-Luat
Saint-Christophe-du-Luat är en kommun i departementet Mayenne i regionen Pays de la Loire i nordvästra Frankrike. Kommunen ligger i kantonen Évron som tillhör arrondissementet Laval. År 2018 hade Saint-Christophe-du-Luat 766 invånare.

## Befolkningsutveckling
Antalet invånare i kommunen Saint-Christophe-du-Luat
| Referens: INSEE |